# 共通エルダール語
共通エルダール語（きょうつうエルダールご、Common Eldarin)は、J・R・R・トールキンの架空の世界中つ国において、ヴァリノールへ旅立ったエルフであるエルダールの最初の言葉である。共通エルダール語は、エルダールがクイヴィエーネンを去ったとき、全てのクウェンディ、つまりエルフの起源言語、原始クウェンディ語から分かれた。共通エルダール語は、後の言語クウェンヤ、テレリの言語、シンダール語、そして様々なナンドールの言語に派生した。
| 語  | 訳 |
| --- | -- |
| Ag  | 罪 |
| Tag | 秋 |

## 参照
- アルダの言語